# Cantón de Belén
Cantón de Belén är en kanton i Costa Rica.   Den ligger i provinsen Heredia, i den centrala delen av landet, 11 km nordväst om huvudstaden San José. Antalet invånare är 21 633. Arean är 12,2 kvadratkilometer.
Terrängen i Cantón de Belén är lite kuperad.
Följande samhällen finns i Cantón de Belén:
- San Antonio